# Zona metropolitana di Cluj-Napoca
La zona metropolitana di Cluj Napoca è stata costituita nel dicembre 2008, ha una superficie di 1537,54 km² ed una popolazione di 418.153 abitanti.

## Comuni
L'area metropolitana di Cluj-Napoca è una delle più estese aree metropolitane della Romania. la seguente tabella fornisce l'evoluzione dei dati demografici sui comuni che compongono la zona metropolitana:
| Comune           | Popolazione (1992) | Popolazione (2002) | Popolazione (2011) |
| ---------------- | ------------------ | ------------------ | ------------------ |
| Cluj-Napoca      | 328 602            | 317 953            | 324 576            |
| Aiton            | 1 626              | 1 338              | 1 085              |
| Apahida          | 7 640              | 8 785              | 10 072             |
| Baciu            | 7 770              | 8 162              | 10 317             |
| Bonțida          | 4 447              | 4 722              | 4 856              |
| Borșa            | 2 119              | 1 868              | 1 600              |
| Căianu           | 2 700              | 2 587              | 2 355              |
| Chinteni         | 3 067              | 2 786              | 3 065              |
| Ciurila          | 1 725              | 1 509              | 1 594              |
| Cojocna          | 4 563              | 4 376              | 4 194              |
| Feleacu          | 4 116              | 3 830              | 3 923              |
| Florești         | 6 088              | 7 504              | 22 813             |
| Gârbău           | 2 782              | 2 648              | 2 440              |
| Gilău            | 7 966              | 7 861              | 8 300              |
| Jucu             | 4 025              | 4 086              | 4 270              |
| Petreștii de Jos | 2 166              | 1 891              | 1 512              |
| Tureni           | 2 735              | 2 585              | 2 278              |
| Vultureni        | 1 858              | 1 568              | 1 516              |
| Totale           | 395 995            | 386 059            | 410 766            |

## Obiettivi strategici
Gli obiettivi nella creazione della zona metropolitana sono i seguenti:
- accelerazione nello sviluppo delle infrastrutture, grazie ai fondi dell'Unione europea
- crescita della competitività nelle attività economica e maggiore attrazione di investimenti da parte di aziende straniere
- sviluppo della cultura e della ricerca